# 于家水库
于家水库是中国吉林省长春市榆树市于家镇境内的一座水库，位于卡岔河支流四道河上，建于1958年。水库正常库容为2003万立方米，集雨面积为86平方千米，海拔为188.3米。